# 増毛郡
- 令制国一覧 > 北海道 (令制) > 天塩国 > 増毛郡
- 日本 > 北海道 > 留萌振興局 > 増毛郡

北海道増毛郡の位置(黄:増毛町)

増毛郡（ましけぐん）は、北海道（天塩国）留萌振興局の郡。
人口3,573人、面積369.72km²、人口密度9.66人/km²。（2025年6月30日、住民基本台帳人口）
以下の1町を含む。
- 増毛町（ましけちょう）

## 郡域
1879年（明治12年）に行政区画として発足して以来、郡域は上記1町のまま変更されていない。

## 歴史

### 郡発足までの沿革
江戸時代の増毛郡域は西蝦夷地に属し、松前藩によってマシケ場所が開かれていた。陸上交通としては1857年（安政4年）に幕府の命を受けて商人の伊達林右衛門が増毛山道を開削している（寛政8年との資料もある）。この道は南の石狩国浜益郡から増毛に至る9里（35.3km）余を結ぶ目的で浜益、増毛の両場所請負人伊達林右衛門が自費を投じ工事を行ったものである。この他、増毛山道よりも海側に開削年不詳であるが石狩国浜益郡の千代志別と雄冬を結ぶ雄冬山道（雄冬山道は岩老まで海岸を進み、そこから山に入って増毛山道に合流）も存在した。
江戸時代初期の寛文9年6月日高国域を中心に起こったシャクシャインの戦いの際、マシケ周辺でも多くの和人が殺された。江戸時代中期の宝永年間には厳島神社が創建されている。
江戸時代後期になると文化4年国防上の理由から増毛郡域は天領とされ文化6年には津軽藩によって増毛勤番越冬陣屋が築かれた。文政4年には一旦松前藩領に復したものの、安政2年再び天領となり今度は秋田藩が元陣屋を築き警固を行った。このとき、藩士や住民の死者をまつるため秋田藩が一堂守を建立し普伝寺と名付けた。安政6年の6藩分領以降、増毛郡は秋田藩領となっていた。戊辰戦争（箱館戦争）終結直後の1869年、大宝律令の国郡里制を踏襲して増毛郡が置かれた。

### 郡発足以降の沿革
- 明治2年

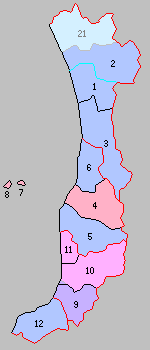
北海道一・二級町村制施行時の増毛郡の町村（12.増毛町 青：区域が発足時と同じ町村）

  - 8月15日（1869年9月20日） - 北海道で国郡里制が施行され、天塩国および増毛郡が設置される。開拓使が管轄。
  - 8月28日（1869年10月3日） - 山口藩の管轄となる（北海道の分領支配）。
- 明治4年8月20日（1871年10月4日） - 再び開拓使の管轄となる。
- 明治5年
  - 4月9日（1872年5月15日） - 全国一律に戸長・副戸長を設置（大区小区制）。
  - 10月10日（1872年11月10日） - 4月に設置された区を大区と改称し、その下に旧来の町村をいくつかまとめて小区を設置（大区小区制）。
- 明治9年（1876年）9月 - 従来開拓使において随意定めた大小区画を廃し、新たに全道を30の大区に分ち、大区の下に166の小区を設けた。

- 第30大区
  - 4小区 ： 阿分村、舎熊村
  - 5小区 ： 増毛村
  - 6小区 ： 別苅村、岩尾村

- 明治10年（1877年） - 弁天町、稲葉町、野塚町、永寿町、七源町、畠中町、暑寒町が成立。
- 明治12年（1879年）7月23日 - 郡区町村編制法の北海道での施行により、行政区画としての増毛郡が発足。
- 明治13年（1880年）3月 - 留萌郡外六郡役所（留萌天塩中川上川苫前増毛郡役所）の管轄となる。
- 明治14年（1881年）7月 - 増毛郡外六郡役所（増毛留萌天塩中川上川苫前郡役所）の管轄となる。
- 明治15年（1882年）2月8日 - 廃使置県により札幌県の管轄となる。
- 明治18年（1885年） - 暑寒裏町、畠中裏町、暑寒沢村が成立。
- 明治19年（1886年）1月26日 - 廃県置庁により北海道庁札幌本庁の管轄となる。
- 明治30年（1897年）11月5日 - 郡役所が廃止され、増毛支庁の管轄となる。
- 明治33年（1900年）7月1日 - 北海道一級町村制の施行により、弁天町、稲葉町、野塚町、永寿町、七源町、畠中町、暑寒町、暑寒裏町、畠中裏町、阿分村、舎熊村、増毛村、別刈村、岩尾村、暑寒沢村の区域をもって増毛町（一級町）が発足。（1町）
- 大正3年（1914年）9月7日 - 増毛支庁の移転・改称により留萌支庁の管轄となる。
- 昭和18年（1943年）6月1日 - 北海道一・二級町村制が廃止され、北海道で町村制を施行。
- 昭和22年（1947年）5月3日 - 地方自治法の施行により北海道留萌支庁の管轄となる。
- 平成22年（2010年）4月1日 - 留萌支庁が廃止され、留萌振興局の管轄となる。